# Asiascape parthica
Genre
Espèce
Asiascape parthica, unique représentant du genre Asiascape, est une espèce d'araignées aranéomorphes de la famille des Agelenidae.

## Distribution
Cette espèce est endémique d'Iran. Elle se rencontre au Golestan et au Khorassan septentrional.

## Description
Le mâle holotype mesure 5,45 mm et la femelle paratype 6,55 mm.

## Étymologie
Son nom d'espèce lui a été donné en référence au lieu de sa découverte, la Parthie.

## Publication originale
- Zamani & Marusik, 2020 : A review of Agelenini (Araneae: Agelenidae: Ageleninae) of Iran and Tajikistan, with descriptions of four new genera. Arachnology, vol. 18, no 4, p. 368-386.